# Gianca

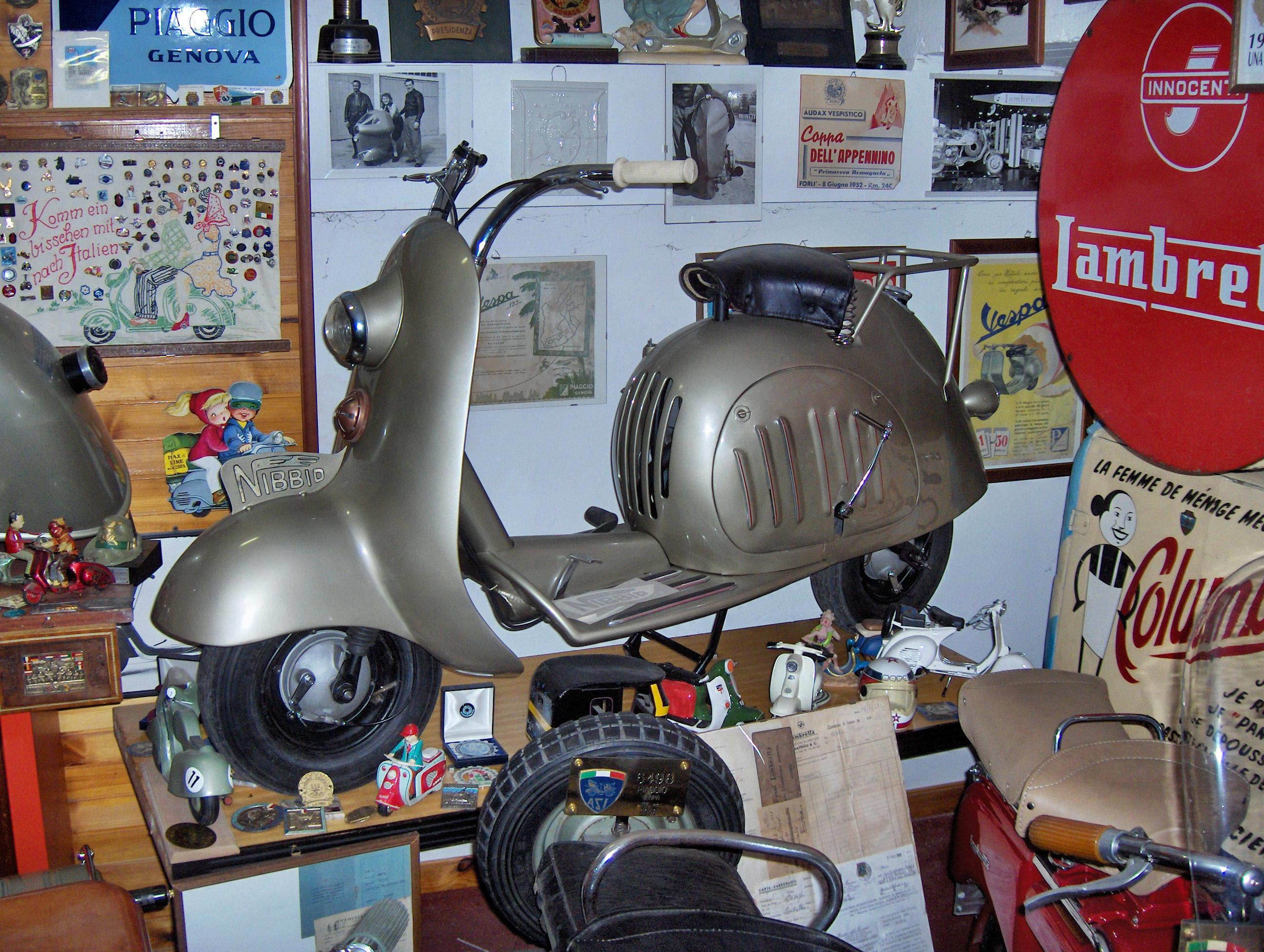
De Gianca Nibbio 100 uit 1948.

Gianca is een Italiaans historisch merk van scooters dat bekend werd door de Nibbio, de eerste in Milaan gebouwde scooter.
Deze door ingenieur Scarpa ontworpen 100cc-Nibbio had al een volledige “carrosserie” en stond daarmee waarschijnlijk model voor de latere Vespa-, Lambretta- en Iso-modellen. In elk geval ging ingenieur Scarpa zelf wel naar Iso.
In 1949 werd de productie van deze scooter overgenomen door de firma San Christophoro. Deze bouwde de scooter in een conventionelere uitvoering maar wel met een 125cc-blok. In 1952 verving San Christophoro de Nibbio door de Simonetta, die in Frankrijk onder de naam Ravat werd gebouwd.